# Matsuo Bashō

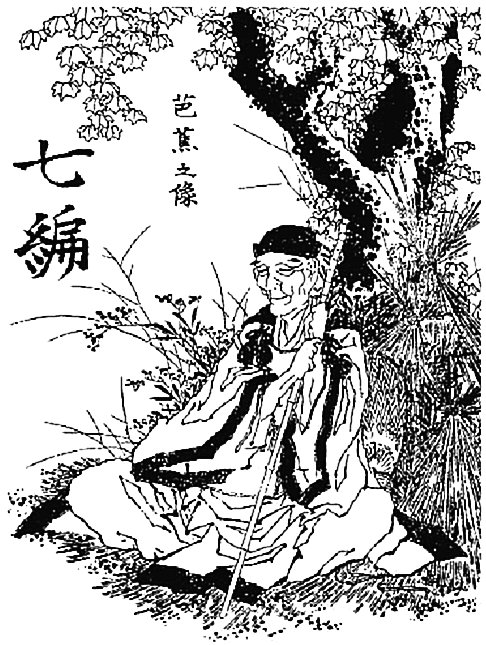
Bashō según Katsushika Hokusai (1760-1849), pintor y grabador del período Edo.

Matsuo Bashō (en japonés,松尾芭蕉), nacido como Matsuo Kinsaku (Ueno, 1644-Osaka, 28 de noviembre de 1694), fue el poeta más famoso del período Edo de Japón. Durante su vida, Bashō fue reconocido por sus trabajos en el Haikai no renga (俳諧の連歌). Está considerado como uno de los cuatro grandes maestros del haiku, junto a Yosa Buson, Kobayashi Issa y Masaoka Shiki; Bashō cultivó y consolidó el haiku con un estilo sencillo y con un componente espiritual. Su poesía consiguió renombre internacional y en Japón muchos de sus poemas se reproducen en monumentos y lugares tradicionales.
Bashō empezó a practicar el arte de la poesía a una edad temprana y más adelante llegó a integrarse en el escenario intelectual de Edo (actualmente Tokio ), para llegar a convertirse rápidamente en una celebridad en todo Japón. A pesar de ser maestro de poetas, en determinados momentos renunció a la vida social de los círculos literarios y prefirió recorrer todo el país a pie, viajando incluso por la parte norte de la isla, un territorio muy poco poblado, para poder encontrar fuentes de inspiración para sus escritos.
Bashō no rompe con la tradición sino que la continúa de una manera inesperada, o como él mismo comenta: "No sigo el camino de los antiguos, busco lo que ellos buscaron". Bashō aspira a expresar con nuevos medios el mismo sentimiento concentrado de la gran poesía clásica. Sus poemas están influidos por una experiencia de primera mano del mundo que le rodea y, a menudo, consigue expresar sus vivencias con una gran simplicidad. Del haiku Bashō había dicho que es "sencillamente lo que sucede en un lugar y en un momento dado".

## Biografía

### Primeros años

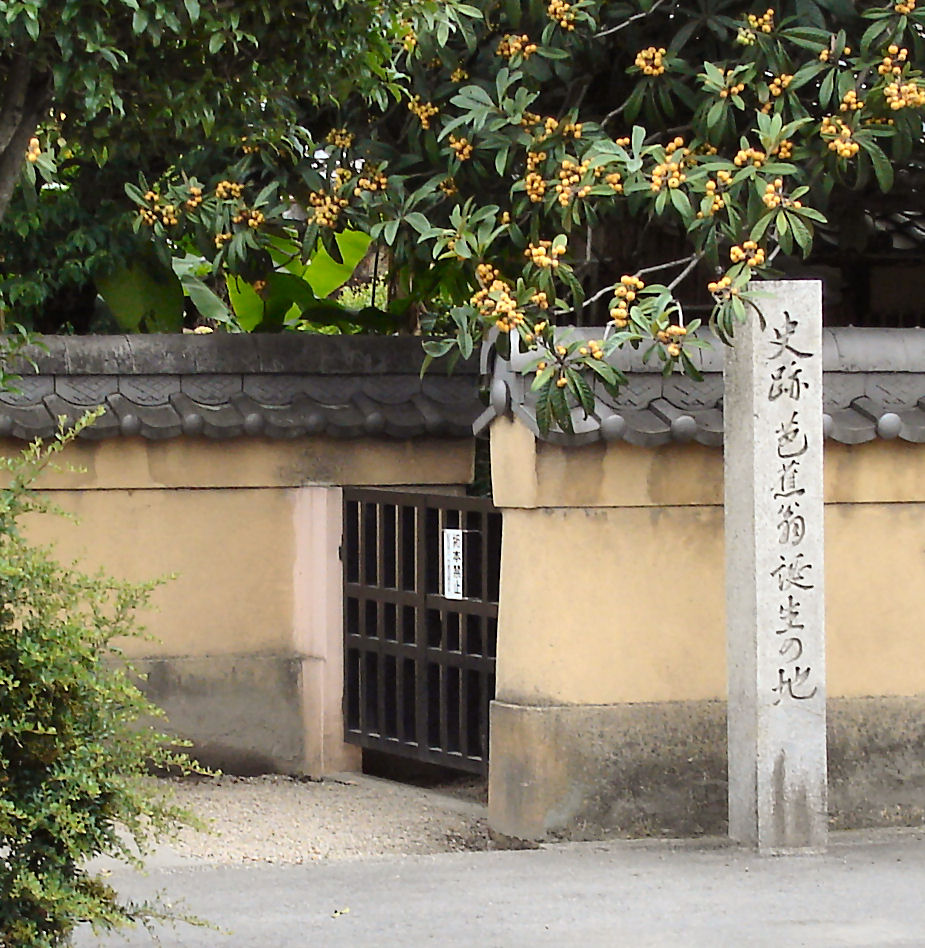
Lugar donde se cree que nació Bashō

Bashō nació con el nombre de Matsuo Kinsaku (松尾金作) hacia 1644, en algún lugar cerca de Ueno, en la provincia de Iga (actual Prefectura de Mie). Su padre, Matsuo Yozaemon, era un samurái de bajo rango, con pocos recursos, al servicio de la poderosa familia Todo, y quiso que Bashō hiciera carrera dentro del ejército.  Tuvo un hermano mayor y cuatro hermanas. Tradicionalmente los biógrafos opinan que trabajó haciendo tareas en las cocinas. Sin embargo de niño se convirtió en un paje al servicio de Todo Yoshitada (藤堂良忠), heredero de los Todo y dos años mayor que Matsuo. Bajo la protección de Yoshitada, Bashō pudo formarse en la composición de haikai con el maestro Kitamura Kigin (1624-1705), un poeta y crítico de la escuela Teitoku de haikai. Los jóvenes Yoshitada y Bashō, a pesar de su gran diferencia de clase social, compartiría el amor por el haikai no renga, una forma de composición literaria que es fruto de la cooperación entre varios poetas. Las secuencias se inician con un versículo en el formato 5-7-5 moras; este verso fue nombrado hokku, y más tarde haiku, y se elaboraba como una pequeña pieza independiente. El hokku continuaba con una adición de 7-7 moras realizada por otro poeta. Ambos, Yoshitada y Bashō, se dieron los correspondientes tengo (俳号), los nombres de pluma haikai, el de Bashō era Sobo (宗房), que se construye simplemente a partir de la transcripción on'yomi de su nombre samurái, Matsuo Munefusa (松尾宗房); el seudónimo de Yoshitada era Sogin. En 1662 se publicó el primer poema de Bashō; en 1664 se imprimió una compilación de dos de sus hokku, y en 1665 Bashō y Yoshitada compusieron un centenar de versos renkus.
En 1666 la repentina muerte de Yoshitada representó el final de la tranquila vida de siervo de Bashō en el ambiente de una sociedad feudal tradicional. No existe ningún registro documental de este periodo, pero se cree que Bashō se planteó hacerse samurái y se marchó de casa. Los biógrafos han propuesto posibles motivaciones y destinos, incluida la posibilidad de un romance entre Bashō y una sintoísta miko de nombre Yute (寿贞), pero es poco probable que esta relación sea verídica. Las referencias del propio Bashō sobre esta época son escasas; más adelante recordó que "hace tiempo codicié el hecho de ser funcionario y tener un rincón de tierra", y también, "hubo un tiempo que estaba fascinado con las formas del amor homosexual", pero no hay ninguna señal de que se estuviera refiriendo a una verdadera obsesión ficticia o a algo más. No estaba seguro de si podría convertirse en un poeta a tiempo completo; comentó que "las alternativas luchaban en mi cabeza y mi vida estaba llena de inquietud". Su indecisión pudo haber estado influenciada por el todavía relativo bajo estatus artístico y social del renga y el haikai no renga. En cualquier caso, continuó creando sus poemas que se publicarían en antologías los años 1667, 1669 y 1671. En 1672 publicó su propia compilación de los trabajos realizados por él y otros autores de la escuela Teitoku, Kai ōi (貝おほひ). En la primavera de ese año se instaló en Edo para seguir profundizando en el estudio de la poesía.

### Escritor reconocido
Los círculos literarios de Nihonbashi rápidamente reconocieron el valor de la poesía de Bashō por su estilo sencillo y natural. En 1674 pasó a formar parte del círculo interno de profesionales del haikai y, secretamente, recibió enseñanzas de Kitamura Kigin (1624-1705). En aquella época escribió este hokku en homenaje al shōgun Tokugawa:

kabitan mo / tsukubawasekeri / kimi ga haru(1678)
Los holandeses, también, / arrodillados ante su señor / primavera a su reinado.

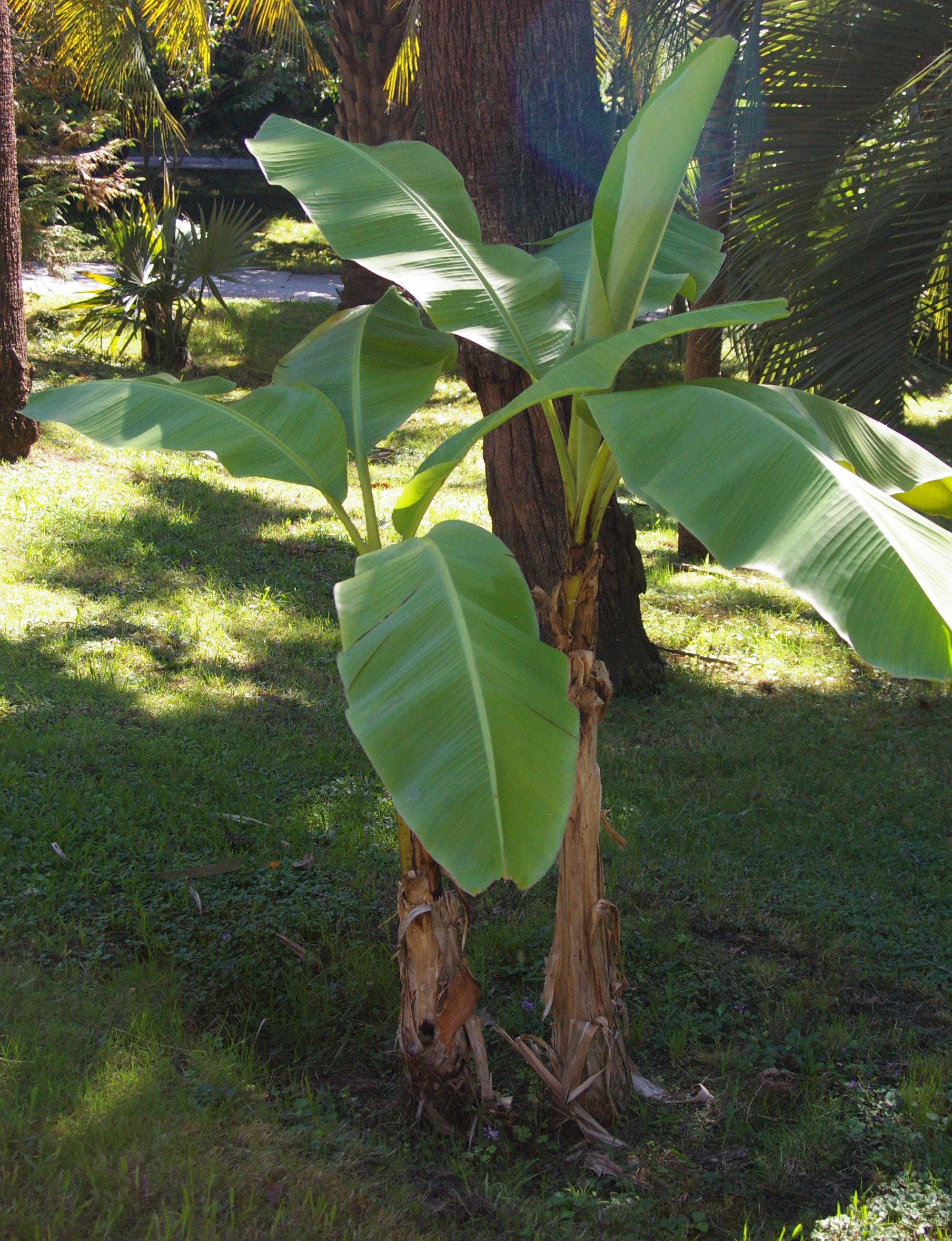
Un bananero, en japonés Bashō, planta que amaba e inspiró su último tengo, el nombre artístico del poeta.

Adoptó un nuevo tengo, Tosei, y en 1680 ya se dedicaba al oficio de poeta a tiempo completo, siendo maestro de veinte discípulos. El mismo año se publicó Tosei-Montei Dokugin-Nijukasen((桃青门弟独吟二十歌仙), una obra con los mejores poemas de Tosei y sus veinte discípulos, que mostraba el talento del artista. En el invierno de 1680, tomó la sorprendente decisión de pasar al otro lado del río, en Fukagawa, lejos de la gente y eligiendo una vida más solitaria. Sus discípulos le construyeron una cabaña rústica y le plantaron un bananero (芭蕉, bashō o Musa basjoo) en el patio, dando un nuevo tengo al poeta que a partir de ahora se llamaría Bashō, y su primer hogar permanente. Amaba mucho la planta y le molestaba mucho ver crecer plantas del género Miscanthus, una Poaceae típica de Fukagawa, alrededor de su banano. Escribió:

Bashō UETE / Mazuria nikumu ogi no / Futaba kana(1680)
Por mi nueva planta de banano / la primera señal de una cosa que detesto / ¡un brote de eulalia!

Durante esta época de retiro, la obra de Bashō experimentó un nuevo cambio de estilo. Abandonado el “mundanal ruido” de la ciudad y, con él, el estilo paródico y transgresor de la escuela Danrin que predominó en la década de los setenta, la mirada se dirige ahora a los clásicos chinos, sobre todo hacia los textos del Zhuangzi y la poesía de Du Fu y Su Dongpo (Su Shi), con los que compartía la experiencia del retiro. La producción Bashō abría una nueva senda en la historia del haikai: se trataba de una poesía íntimamente vinculada con la experiencia personal del poeta, aunque mediada por un continuo diálogo con la poesía clásica china y con la obra de otros poetas japoneses del retiro como Saigyo o Sogi. Fruto de ello, la experiencia vital de abandono y pobreza confluye con la estética wabi-sabi. La presencia de objetos de la vida cotidiana (un trozo de salmón seco, el gotear de la lluvia en un balde…) adquieren protagonismo como motivos poéticos explorando “lo alto en lo bajo, lo espiritual en lo mundano, la riqueza en la pobreza”

Bashoo nowaki shite / tarai ni ame wo / kiku yo kana(1680)
El temporal azota / mi bananero / toda la noche escucho / goteras sobre un balde.

A pesar de su éxito, vivía insatisfecho y solitario. Comenzó a practicar la meditación zen, pero no parece que lograra recuperar la tranquilidad de espíritu. En el invierno de 1682 se incendió su cabaña y, poco después, a principios de 1683, su madre murió. Con todos estos acontecimientos viajó a Yamura para quedarse en casa de un amigo. En el invierno de 1683 sus discípulos le regalaron una segunda cabaña en Edo, pero su estado de ánimo no mejoró. En 1684 su discípulo Takarai Kikaku publicó una recopilación de poemas suyos y otros poetas, Minashiguri (虚栗), Castañas arrugadas. Más tarde, a finales de septiembre de ese mismo año, dejó Edo para realizar el primero de sus cuatro grandes viajes.

### Poeta viajero
Viajar por el Japón medieval era muy peligroso y las expectativas de Bashō eran pesimistas; creía que podría morir en medio de la nada o ser asesinado por bandidos. A medida que avanzó el viaje, su estado de ánimo fue mejorando y se encontró cómodo haciendo lo que hacía; se reunió con muchos amigos y comenzó a disfrutar de la evolución del paisaje y las estaciones. Sus poemas pasaron a ser menos introspectivos y reflejaban las observaciones del mundo que le rodeaba:

uma wo sae / nagamuru yuki no / ashita kana(1684)
Hasta un caballo / mis ojos se detienen en ello / nieve por la mañana.

Junto a la experiencia vital, los viajes también representan para Bashō una experiencia estética de encuentro con lugares ya sancionados por la tradición de la poesía clásica waka (utamakura) (los cerezos de las colinas de Yoshino, el templo de Taima, el sepulcro de la dama Tokiwa, los llanos de Musashi…) presentes en sus poemas desde su primer diario de viaje. 
El primer viaje hacia tierras del oeste le llevó desde Edo hasta la lejana provincia de Omi. Siguiendo la famosa ruta de Tokaido por la costa del Pacífico, contempló el monte Fuji, hasta alcanzar la bahía de Ise, donde visitó el famoso templo Shinto. Tras descansar diez días en Yamada, visitó su pueblo natal en Uedo y los famosos cerezos del monte Yoshino. en Nara. En Kioto se reunió con su viejo amigo Tani Bokuin y varios poetas que se consideraban sus discípulos y le pedían consejos. Bashō les mostró desprecio por el estilo contemporáneo existente en Edo e incluso criticó su obra Castañas arrugadas, diciendo que "contiene muchos versos de los que no vale la pena ni hablar". A su paso por Nagoya se reunió con poetas y discípulos locales, componiendo cinco kasen que formaría parte de la obra Sol de invierno (Fuyu no hi). Esta obra inauguraría el nuevo estilo Minashiguri, donde la poesía clásica china se constituía como referente estético. Regresó a Edo el verano de 1685 y dedicó tiempo a escribir más hokku y dejó comentarios sobre su propia vida:

Toshi kurenu / kasa kite waraji / hakinagara(1685)
Un año ha pasado / una sombra de viajero en mi cabeza / sandalias de paja a mis pies.

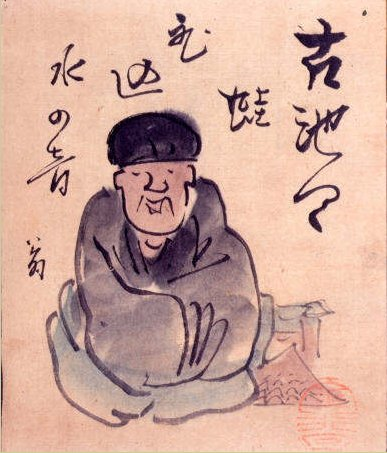
Bashō según Yokoi Kinkoku (1761-1832). Retrato (c.1820) de una colección dedicada a los poetas y sus haikús. En este caso aparece la caligrafía del poema de la rana.

Por esta época recogería la experiencia de este primer viaje en el libro Diario de una calavera a la intemperie (Nozarashi Kiko,  野ざらし紀行), aunque no lo finalizaría hasta 1687. Cuando volvió a Edo, a su cabaña, retomó felizmente su labor como maestro de poesía; sin embargo ya hacía planes para otro viaje. A principios de 1686 compuso uno de sus mejores haiku, uno de los más recordados:

furu ike ya / kawazu tobikomu / mizu no oto(1686)
Un viejo estanque / una rana que salta: / el sonido del agua.

Los historiadores creen que este poema se hizo famoso muy rápidamente. El mismo mes de abril, los poetas de Edo se reunieron en la cabaña de Bashō para componer haikai no renga basados en el tema de las ranas; parece que en un homenaje a Bashō y sus poemas, lo colocaron en la parte superior de la compilación.
Bashō permaneció en Edo, continuó su maestría y participaba de los concursos literarios. Hizo un par de viajes. El primero fue una excursión en otoño de 1687 para participar en el tsukimi, la fiesta para celebrar la luna de otoño, acompañado de su discípulo Kawai Sora y el monje zen Sōha que recogería en su Viaje a Kashima (Kashima Kiko) (1687). En noviembre emprendería un viaje más largo cuando, tras una breve estancia en Nagoya, volvió a su Ueno natal para celebrar el año nuevo japonés, fruto del cual surgiría Cuaderno en la mochila (Oi no Kobumi, 1687).  De vuelta a Edo, visitaría Sarashina en Nagano para contemplar la luna de la cosecha, experiencia que contaría en El diario de viaje a Sarashina (Sarashina Kiko, 1688) 
De regreso a casa, en su cabaña, alternaba la soledad con la compañía, pasando del rechazo hacia los visitantes a apreciar su compañía. Al mismo tiempo, disfrutaba de la vida y tenía un sutil sentido del humor, como se refleja en el siguiente hokku:

iza Sarabia / yukimi ni korobu / tokoromade(1688)
Ahora, salimos / para disfrutar de la nieve ... hasta que / ¡resbalón y caída!

### Oku no Hosomichi

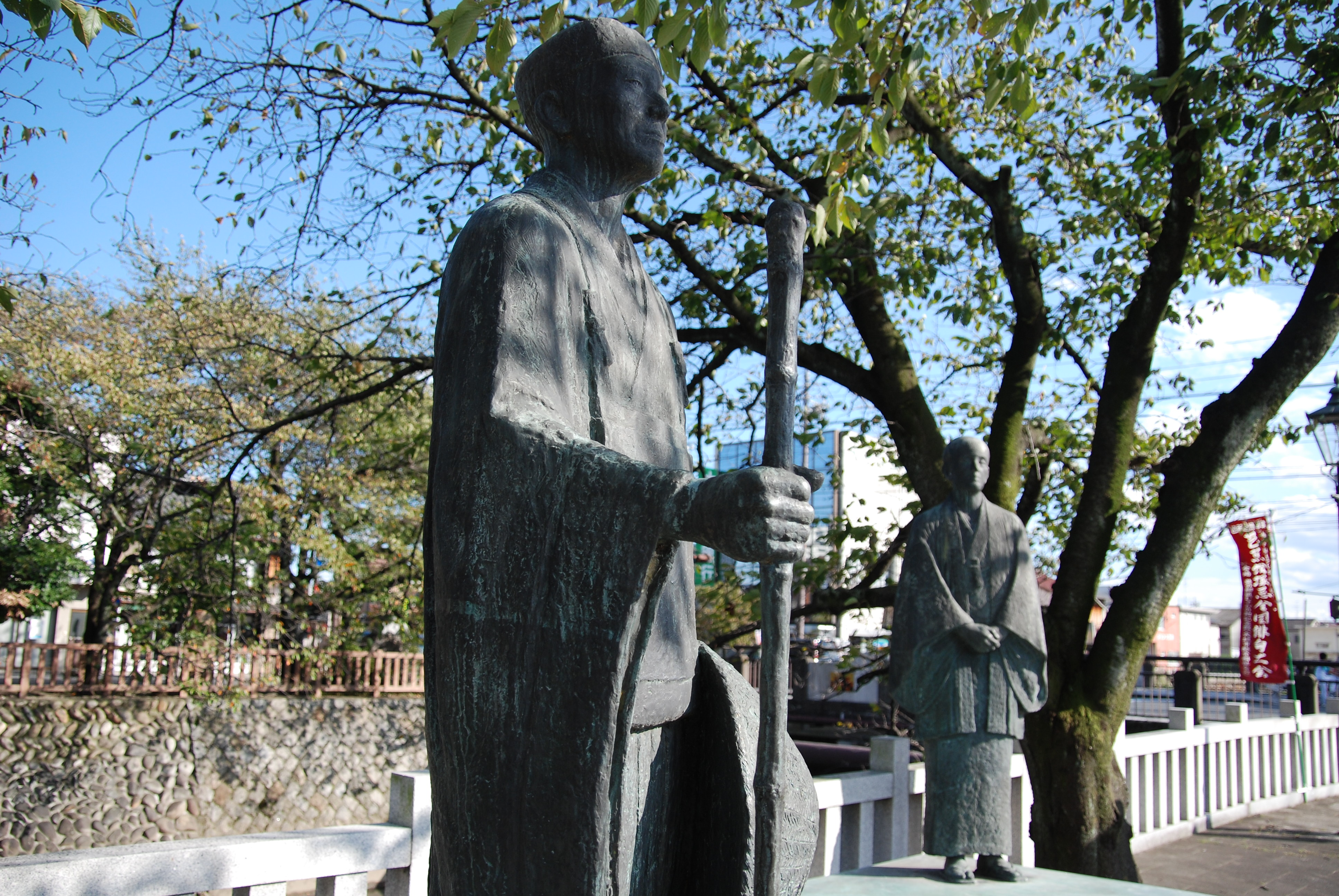
Monumento a Bashō, en Ōgaki (Gifu). Fue el último destino del poeta. Cada mes de noviembre se celebra el festival Bashō, dedicado a su memoria.

La planificación de otro largo viaje privado de Bashō culminó el 16 de mayo de 1689 (Yayoi 27, Genroku 2), cuando salió de Edo con su discípulo Kawai Sora (河合曾良); fue un viaje a las provincias del norte de Honshu, la isla principal del archipiélago de Japón.
Desde las primeras líneas del libro Bashō se presenta como un poeta anacoreta y medio monje; tanto él como su compañero de viaje recorren los caminos llevando los hábitos de los peregrinos budistas; su viaje es casi una iniciación y Sora, en el inicio del camino, se afeita el cráneo. A lo largo del viaje fueron escribiendo un diario que va acompañado de poemas y, en muchos de los lugares que visitan, los poetas locales los reciben y componen con ellos los correspondientes haikai no renga colectivos.
Cuando Bashō llegó a Ōgaki, en la prefectura de Gifu, ya había completado el registro de su viaje. Tardó en revisarlo unos tres años y escribió la versión final en 1694, con el título de Oku no hosomichi (奥の細道) o Senda hacia Oku.. La primera edición se publicó póstumamente en 1702 . De forma inmediata fue un éxito comercial y muchos otros poetas itinerantes siguieron el recorrido de su viaje. Inicia el diario con las siguientes palabras: Los meses y los días son viajeros de la eternidad. El año que se va y el año que llega también son viajeros. A menudo se considera que es su mejor obra, con algunos hokku como el siguiente:

araumi ya / Sado ni yokotau / Amanogawa(1689)
Mar agitado / extiende hasta Sado / La Vía Láctea

Al final del viaje, y del libro, Bashō llega al pueblo de Ohgaki desde donde se embarca finalmente por regresar a casa. La obra termina con el último haiku, de difícil traducción. Añadimos cuatro propuestas:

hamaguri no / futami ni wakare / yuku aki zo(1689)
Como la almeja / en dos valvas, me parto / de ti con el otoño. ( Cabezas García )
De la almeja / se separan las valvas / hacia Futami voy con el otoño. ( Octavio Paz )
Cómo valvas de almeja la separación; hacia Futami / marcha en otoño. ( Rodríguez-Izquierdo )
Partiendo hacia Futami / dividiéndoseme como una almeja y las valvas / vamos con el otoño. ( Donald Keene )

### Últimos años

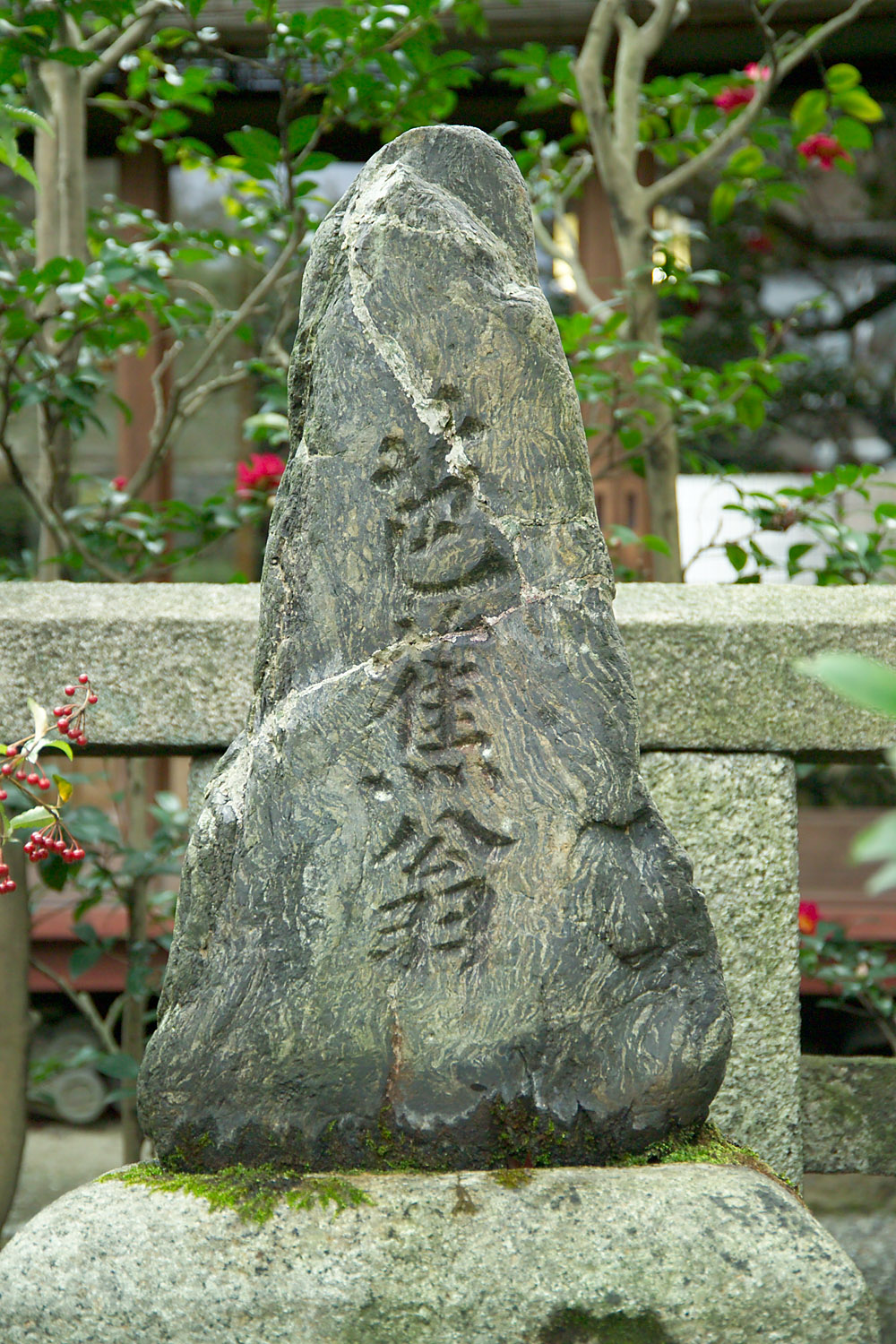
La tumba de Basho en Otsu

Tras descasar un par de meses en su pueblo natal, Bashō, acompañado por su discípulo Rotsu, visitó Nara en enero de 1690 para acudir al famoso festival de Kasuga En febrero regresó a Ueno, hospedándose en el castillo del señor de Tangan. Durante el mes de abril se documenta la primera mención del principio poético de karumi (levedad), que orientaría su producción poética en esta última fase de su vida. Nuevamente en camino, se dirigió a Zeze, localidad a las orillas del lago Biwa, donde pasaría el verano en una cabaña construida por sus discípulos. Por esta época comenzaron sus problemas de salud. Desde allí realizaría breves viajes por la zona. 
Cuando regresó a Edo, en el invierno de 1691, Bashō vivió en una nueva cabaña, rodeado de sus discípulos, situada en un barrio al noroeste de la ciudad llamado Saga. Allí escribió el Diario de Saga (Saga nikki). Esta vez no estaba solo, con él tenía un sobrino y su amiga, Yute, que se estaban recuperando de una enfermedad. Recibió un gran número de visitantes mientras ayudaba a sus discípulos Kyorai y Bonchō a preparar Sarumino (1691), considerada la mejor antología de la escuela de Bashō. Sintiendo una mejoría en su estado de salud, dejó nuevamente Edo para vivir en una nueva cabaña cercana al templo de Gishu, uno de sus lugares más amados. Tras un largo viaje acompañado de su sobrino Tōri, regresaría a Edo en diciembre de 1691.
De vuelta a la capital, Bashō comenzó a sentirse cansado de los círculos literarios y de la popularidad que habían banalizado la composición de haikai. Poco a poco fue reduciendo su actividad pública, permaneciendo con un pequeño grupo de discípulos fieles entre los que se encontraban Sanpu y Sora. Fueron ellos los que le construyeron una nueva cabaña en un lugar no muy lejano de su residencia originaria en Fukugawa, a donde trasplantarían el famoso banano.   
Bashō seguía sin encontrarse bien y se sentía inquieto. Escribió a un amigo y le comentó que "preocupado por los demás, no tengo la paz de la mente".  La muerte de su amado sobrino Toin, a quien había llevado con él en su último viaje, lo sumergió en una profunda tristeza. Por esa época también comenzó a cuidar a una joven, llamada Jutei, con sus tres hijos. Algunos biógrafos relacionan a Jutei con una relación amorosa que tuvo el poeta en su juventud. Con la llegada del otoño volvió a reanudar poco a poco su vida social, aunque físicamente no estaba recuperado. 
A principios del nuevo año Bashō comenzó a planificar un nuevo viaje. Consciente de su estado de salud, quería despedirse de sus familiares en Ueno. Como le escribiría a un amigo, “sentía que se encontraba próximo a su final”. Además, las disputas entre sus discípulos de Nagoya y Osaka le tenían preocupado. En los poemas de este año se evidenciaba un nuevo estilo poético caracterizado por lo que el llamaría karumi (levedad, ligereza). Tras dejar en su cabaña a Jutei con sus dos hijas, Bashō abandonó Edo por última vez el verano de 1694 acompañado de Jirobei, el hijo varón de Jutei. Pasando por Nagoya, llegó el 20 de junio a Ueno. A pesar del cansancio y de su estado de salud llegó a Kioto y se estableció en Villa Rakushi. Allí recibió la noticia del fallecimiento de Jutei. Su escuela cobraba cada vez un mayor prestigio. Prueba de ello fueron la aparición de dos antologías Betsuzashiki y Sumidawara.
Tras visitar nuevamente Kioto, regresa a Edo a finales de agosto. El deseo de difundir el nuevo estilo, marcado por el karumi, le hace ponerse de nuevo en marcha hacia Osaka, a donde llegó exhausto y muy enfermo. Tras una breve mejoría, aquejado de problemas estomacales, falleció en paz, rodeado de sus discípulos el 28 de noviembre. Bashō  está enterrado en Otsu (prefectura de Shiga) en el pequeño templo Gichu-ji(義仲寺), junto al guerrero Minamoto Yoshinaka. Aunque no compuso ningún poema en su lecho de muerte, nos ha llegado el último poema escrito durante su última enfermedad y que se considera su poema de despedida:

tabi ni yande / yume wa karen wo / kake meguru(1694)
Caer enfermo durante el viaje / mi sueño huelga errante / sobre un campo de césped seco.

## Influencia y crítica literaria

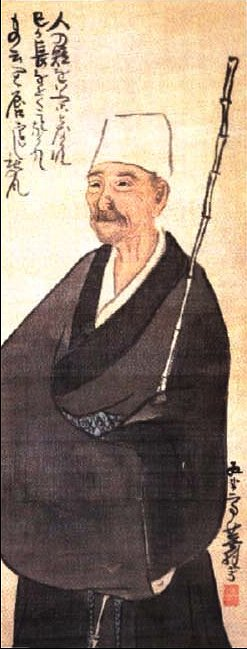
Bashō según Buson (1716-1784), otro de los grandes poetas del haiku que también era pintor.

En lugar de aferrarse a las fórmulas del kigo (季语), forma que aún es popular en el actual Japón, Bashō aspiraba a reflejar en sus hokku las emociones y el entorno que le rodeaba. Incluso en vida su poesía fue muy apreciada; después de su muerte este reconocimiento fue en aumento. Algunos de sus alumnos, y en particular Mukai Kyorai y Hattori Dohō, recogieron y compilaron las propias opiniones de Bashō sobre su poesía.
La lista de discípulos es muy larga. Por un lado estaba el llamado grupo de los "diez filósofos", entre los que cabe destacar a Takarai Kikaku; por otro lado una diversidad de seguidores, entre los que cabe destacar a Nozawa Bonchō, que era médico.
Durante el siglo XVIII la valoración de los poemas de Bashō se incrementó de manera aún más ferviente y comentaristas como Ishiko Sekisui Moro y Nanimaru viajaron muy lejos para encontrar referencias sobre sus hokku, buscando acontecimientos históricos, documentos medievales y otros poemas. Estos admiradores fueron pródigos en sus elogios a Bashō y ocultaron las referencias; se cree que algunas de las supuestas fuentes probablemente fueron falsas. En 1793, Bashō fue "endiosado" por la burocracia sintoísta, y durante un tiempo cualquier crítica a su poesía era considerada una blasfemia.
A finales del siglo XIX este período en que la pasión hacia los poemas de Bashō era unánime llegó a su fin. Masaoka Shiki (1867-1902), posiblemente el crítico de Bashō más famoso, derrocó el largo periodo de ortodoxia planteando objeciones al estilo de Bashō. Sin embargo Shiki también contribuyó a que la poesía de Bashō llegara a los principales intelectuales del momento y al público japonés en general. Él inventó el término haiku'⁸', que sustituía al de hokku, para referirse a la forma independiente con una estructura de 5-7-5 moras, que consideraba la más conveniente y artística de todo el haikai no renga. De la obra de Bashō llegó a decir que "el ochenta por ciento de su producción es mediocre". 
Sobre el número de moras, el profesor Jaime Lorente sostiene en su estudio "Bashō y el metro 5-7-5" que un 15% de los 980 hokku del maestro Bashō, presentan mayor o menor número de moras.
La visión crítica de los poemas de Bashō continuó durante el siglo XX, con notables obras de Yamamoto Kenkichi, Imoto Nōichi, y Tsutomu Ogata. El siglo XX fue también testigo de las traducciones de los poemas de Bashō a varios idiomas y con ediciones en todo el mundo. Considerado como el poeta de haiku por excelencia logró ser un referente, fruto también del hecho de que se llegara a preferir el haiku a otras formas más tradicionales como el tanka o renga. Bashō ha sido considerado el arquetipo de los poetas y la poesía japonesa. Su visión impresionista y concisa de la naturaleza influyó especialmente en Ezra Pound y los imagistas, y más tarde también en los poetas de la generación beat. Claude-Max Lochu, en su segunda visita a Japón, creó su propia "pintura de viaje", inspirada en el uso de Bashō de los viajes de inspiración. Músicos como Robbie Basho y Steffen Basho-Junghans se vieron influidos también por él. En lengua castellana cabe destacar a José Juan Tablada. En Cataluña hay ejemplos del uso del haiku por Carles Riba y en Mallorca por Llorenç Vidal.

## Lista de obras
- "Kaio" (1672)
- "Minashiguri" (1683)

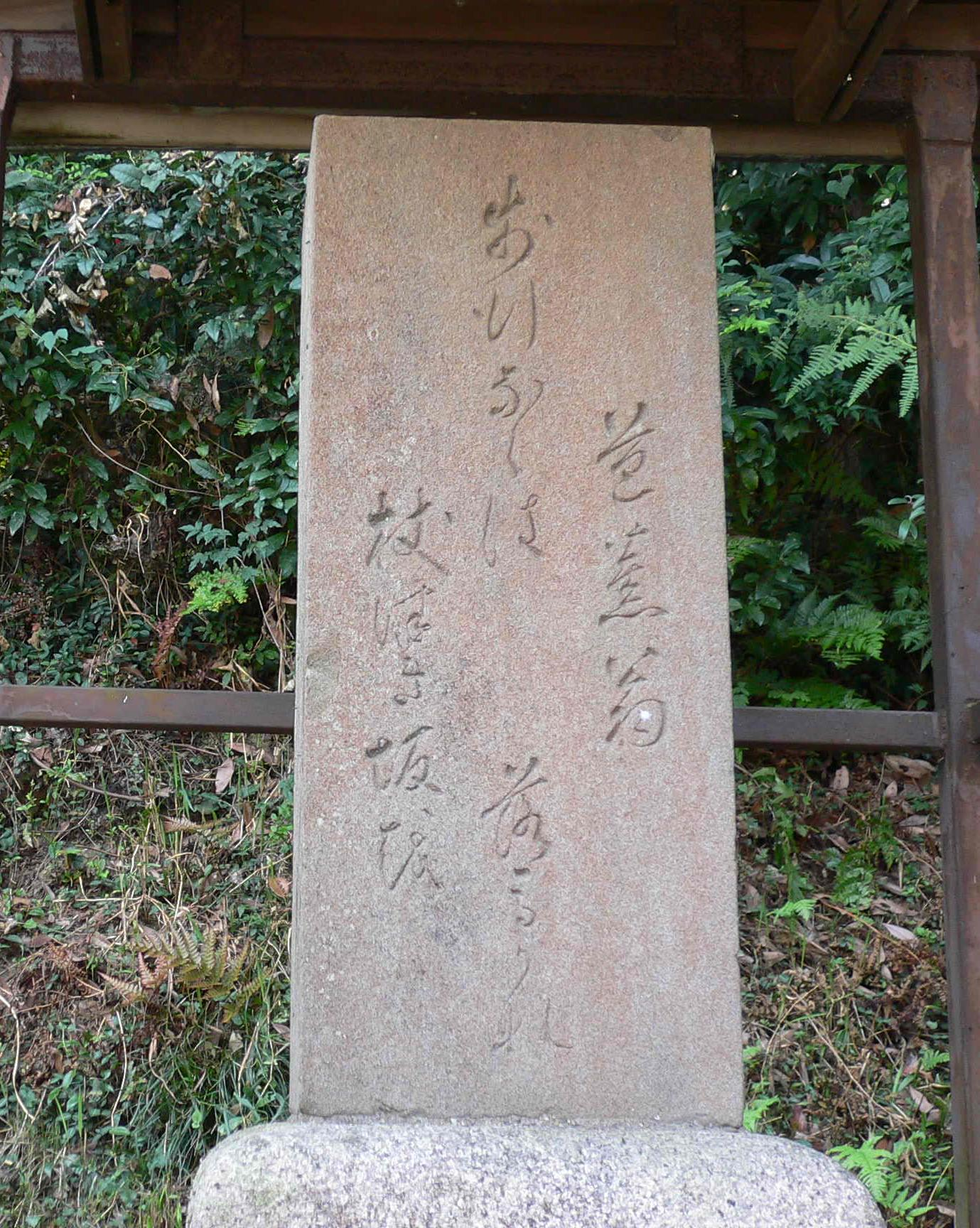
Monumento con un poema de Bashō, en Yokkaichi (Mie).

- "Nozarashi Kiko" "Recuerdos de un viaje de un demacrado saco de huesos") (1684)
- "Fuyu no Hi" ("Días de invierno")  (1684)
- "Haru no Hi" (1686)
- "Kashima Kiko" (1687)
- "Oi no Kobumi", o"Utatsu Kiko" (1687)
- "Kiko Sarashina" (1688)
- "Arano" (1689)
- "Hisago" (1689)
- "Sarumino" (1691)
- "Saga Nikki" (1691)
- "Basho no Utsusu kotoba" (1691)
- "Heiko no Setsu" (1692)
- "Sumidawara" (1694)
- "Betsuzashiki" (1694)
- "Oku no Hosomichi" ("Carretera estrecha hacia el Gran Norte")[30]  (1694)[49]
- "Zoku Sarumino" (1698)